# 青森県道119号五戸下田停車場線
青森県道119号五戸下田停車場線（あおもりけんどう119ごう ごのへしもだていしゃじょうせん）は、青森県三戸郡五戸町から上北郡おいらせ町に至る一般県道である。

## 概要
三戸郡五戸町の青森県道113号五戸六戸線交点から北東方向へ分岐し、上北郡おいらせ町境田の青い森鉄道線下田駅に至る。

### 路線データ
- 起点：三戸郡五戸町[1]（青森県道113号五戸六戸線交点）
- 終点：下田停車場[1]（県道213号交点、県道140号・県道141号終点）

## 歴史
- 1961年（昭和36年）2月10日 - 県道に認定される[1]。

## 路線状況

### 重複区間
- 青森県道141号市川下田停車場線（上北郡おいらせ町下境 - 終点）
- 青森県道140号下田停車場線（上北郡おいらせ町三本木 - 終点）

## 地理

### 通過する自治体
- 三戸郡
  - 五戸町
- 上北郡
  - 六戸町
  - おいらせ町

### 交差する道路
- 青森県道113号五戸六戸線（三戸郡五戸町字蛯川、起点）
- 青森県道20号八戸三沢線（上北郡六戸町下吉田）
- 青森県道141号市川下田停車場線（上北郡おいらせ町下境）
- 青森県道140号下田停車場線 （上北郡おいらせ町三本木）
- 青森県道213号柳町下田停車場線（上北郡おいらせ町境田、終点）

### 沿線の施設など
- プライフーズ五戸工場
- 青い森鉄道線下田駅